# Игегик (аэропорт)

Аэропорт Игегик (англ. Egegik Airport), (ИАТА: EGX, ИКАО: PAII, FAA LID: EII) — государственный гражданский аэропорт, расположенный в городе Игегик (Аляска), США.

## Операционная деятельность
Аэропорт Игегик расположен на высоте 28 метров над уровнем моря и эксплуатирует две взлётно-посадочные полосы:
- 12/30 размерами 1707 x 30 метров с гравийным покрытием;
- 3/21 размерами 457 x 23 метров с гравийным покрытием.